# San Zenón (Magdalena)
San Zenón es un municipio del departamento del Magdalena, Colombia. Ubicado al margen derecho del Brazo de Mompox.
Limita al sur y oriente con el municipio San Sebastián de Buenavista, al norte Con el municipio Pijiño del Carmen y Santa Ana.

## Toponimia
San Zenón, lleva este nombre en honor al Marqués de la Ensenada y ministro de la Corte Española, Zenón de Somoderilla. 

## División Político-Administrativa
Además de su Cabecera municipal. San Zenón tiene bajo su jurisdicción los centros poblados:
- Angostura
- Bermejal
- El Horno
- El Palomar
- Guinea
- Janeiro
- La Montaña
- Peñoncito
- Puerto Arturo
- Santa Teresa

## Economía
Sus principales actividades económicas son la agricultura, la ganadería y la pesca.
En cuánto a lo turístico encontramos con diversos atractivos entre ellos, los hermosos complejos cenagosos que bañan gran parte del territorio, también el bello islote ( isla verde) ubicada en el centro de la ciénaga de pijiño cuyo 80% pertenece a este municipio, sin olvidar los famosos balnearios conocidos como El Cabezón, El Contento, entrada a El Caño de Puerto Arturo, entre otros.}
Año tras año San Zenón se ha considerado emporio cultural, por su riqueza en la conservación de sus tradiciones y costumbres, siendo la Danza del Casabe el patrimonio cultural más representativo del municipio.

## Historia
San Zenón de Navarro fue fundado por Fernando de Mier y Guerra el 12 de abril de 1750.
Fue constituido municipio el 13 de abril de 1904 por la ley 92 del congreso de la República, fue segregado de Santa Ana al Departamento de Mompós, en el mismo año de su creación; volvió al Departamento del Magdalena en 1908 con la caída del presidente Rafael Reyes. Pero en 1936, la Asamblea departamental decide cambiar su cabecera municipal a San Sebastián de Buenavista, reemplazando el nombre del municipio por este último. Situación que perduró hasta 1950 cuando volvió a ser municipio.